# Pentti Kronqvist
Pentti Kronqvist, född 20 juni 1938 i Vasa, är en finländsk brandmästare,   polarfarare och museichef. 
Kronqvist adopterades som liten och växte upp i Fäboda i Jakobstad.
Sin första resa i arktiska områden gjorde Kronqvist 1971, sedan dess har han gjort ett dussin sådana. Sin längsta resa gjorde Kronqvist 1976 då han tillsammans med Christer Boucht och Hans Koivusalo skidade från norra Grönland till norra Kanada. År 1981 ledde Kronqvist en finsk-norsk expedition över Grönland på omkring 700 kilometer. 
Kronqvist är grundare av det arktiska museet Nanoq i Jakobstad i Finland. Kronqvist deltog också i grundandet av Finlands Arktiska klubb och är hedersmedlem i denna.
År 2023 tilldelades Kronqvist Svensk-österbottniska samfundets kulturpris och den 25 maj samma år tilldelades han titeln museiråd av president Sauli Niinistö.